# Phytomyptera atra
Phytomyptera atra är en tvåvingeart som först beskrevs av Aldrich 1934.  Phytomyptera atra ingår i släktet Phytomyptera och familjen parasitflugor. Inga underarter finns listade i Catalogue of Life.